# Ciocani
Ciocani es una comuna ubicada en el distrito de Vaslui, Rumania.

## Superficie
Posee una superficie de 39,26 kilómetros cuadrados.

## Demografía
Hasta 2021 la población era de 1573 habitantes, con una densidad de población de 40,07 habitantes por kilómetro cuadrado.